# Gösta Reuterswärd (1887–1963)

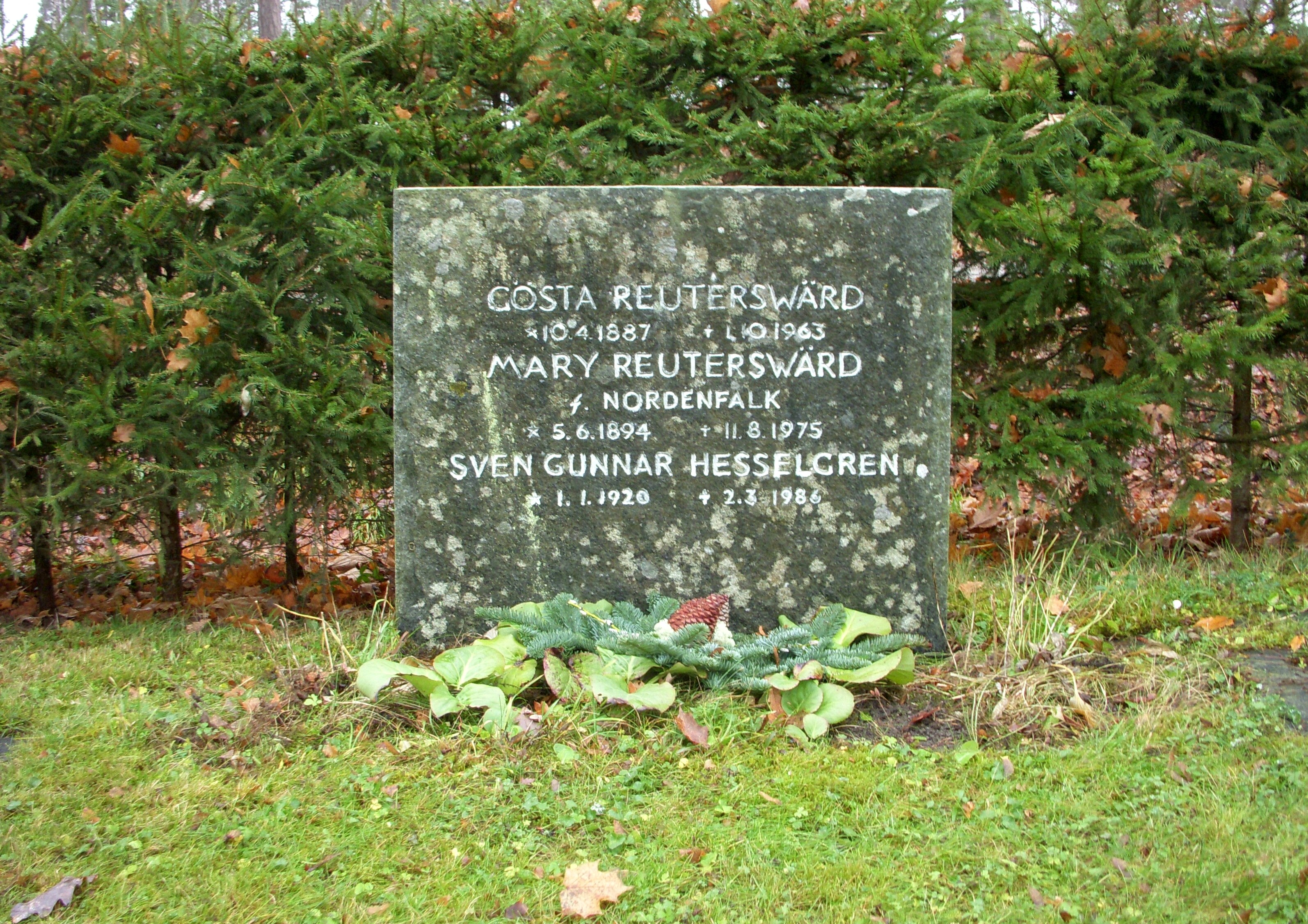
Gösta Reuterswärds grav (2011).

Gösta August Cecil Reuterswärd, född 10 april 1887 i Västra Vingåkers församling, död 1 oktober 1963 i Drottningholm, var en svensk militär, företagsledare och hovfunktionär.
Reuterswärd avlade studentexamen i Skara 1907. Han blev underlöjtnant vid Livregementets husarer 1909 och löjtnant där 1913. Reuterswärd genomgick Artilleri- och ingenjörhögskolan 1913–1914. Han övergick till reserven 1918 och beviljades avsked ur krigstjänsten 1920. Reuterswärd var disponentassistent vid Ferna bruk 1916–1920 och disponent vid Jäders bruk 1930–1948. Han blev slottsfogde på Drottningholm och Tullgarn 1948, på Rosersberg 1952. Reuterswärd blev hovjägmästare 1949. Han blev riddare av Vasaorden 1935 och kommendör av samma orden 1953.
Gösta Reuterswärd var son till Carl Reuterswärd och friherrinnan Rosa von Ungern-Sternberg. Han gifte sig 1915 med Mary Nordenfalk, dotter till friherre Johan Nordenfalk och Hedvig född Reuterskiöld. Makarna ligger begravna på Lovö skogskyrkogård i Ekerö kommun.